# Magdalenaråtta
Magdalenaråtta (Xenomys nelsoni) är ett däggdjur i familjen hamsterartade gnagare och den enda arten i sitt släkte. Den lever i Mexiko.

## Beskrivning
Individerna når en kroppslängd omkring 16 cm och därtill kommer en 14 till 17 cm lång svans. Pälsen är på ovansidan rödbrun till röd och på buken vitaktig. Ovanpå varje öga och bakom varje öra finns en vit fläck. Även vid den övre läppen är pälsen vit. De jämförelsevis stora öronen är nakna, däremot är svansen tät täckt med hår.
Denna gnagare förekommer bara i de mexikanska delstaterna Colima och Jalisco. Den vistas i täta tropiska regnskogar nära kusten.
Magdalenaråttan är nästan uteslutande aktiv på natten och vistas i träd. Den vilar i trädets håligheter. Fortplantningen sker under den torra perioden och i början av regntiden mellan maj och november. Upphittade honor hade upp till två ungar.
Magdalenaråttan är nära släkt med de egentliga skogsråttorna (Neotoma) och listas ibland i detta släkte. Standardverket Mammal Species of the World listar den i ett eget släkte.
Arten hotas främst av habitatförstörelse då skogen omvandlas till odlingsmark. På grund av dessa hot och det begränsade utbredningsområde listas Magdalenaråttan av IUCN som starkt hotad (EN).